# ورنویل ان بوربنیس
ورنویل ان بوربنیس (به فرانسوی: Verneuil-en-Bourbonnais) یک کمون در فرانسه است که در Canton of Saint-Pourçain-sur-Sioule واقع شده‌است.

## خصوصیات
ورنویل ان بوربنیس ۱۴٫۱۴ کیلومترمربع مساحت و ۲۴۵ نفر جمعیت دارد.